# Mythicomyia californica
Mythicomyia californica är en tvåvingeart som beskrevs av Greene 1924. Mythicomyia californica ingår i släktet Mythicomyia och familjen svävflugor. Inga underarter finns listade i Catalogue of Life.